# Xã Mead, Quận Merrick, Nebraska
Xã Mead (tiếng Anh: Mead Township) là một xã thuộc quận Merrick, tiểu bang Nebraska, Hoa Kỳ. Năm 2010, dân số của xã này là 170 người.